# Союз африканцев Кении
Сою́з африка́нцев Ке́нии (КАУ, англ. Kenya African Union, KAU), ранее Кенийский африканский учебный союз (англ. Kenya African Study Union), — организация, целью которой было достижение независимости Британской Кении. В 1960 году организация стала современным Национальным союзом африканцев Кении.

## История
Организация была создана в 1944 году под названием «Кенийский африканский учебный союз». Слово «учебный» было исключено, когда в 1947 году в организацию вступил Джомо Кениата, позднее ставший лидером Союза.
В то время Кения, как и другие африканские колонии, были под плохим европейским управлением, поскольку Вторая мировая война отвлекала страны Европы от руководства колониями. Кенийцы пытались получить свои права при помощи КАУ, используя мирные и ненасильственные методы. Таким образом, Кенийский Африканский Союз стал более решительным шагом на пути получения независимости в начале 1950-х.
Многие протесты и беспорядки привели к запрету организации в 1952 году, а лидеры организации были задержаны.
Из-за активизации масс, формирования народных движений и освободительной армии, британские власти начали жестоко подавлять восстания, которые позже получили название «Мау-мау». Под определение «мау-мау» попали также и руководители Союза. Недовольный таким решением, Кениата в 1952 году выступил с речью, в которой заявил, что Кенийский Африканский Союз — не то, чем их называют британские власти. Также в своём выступлении Джомо заявил о желании объединить всю Кению, чтобы народ обрёл независимость. Наряду с этим, Кениата также сказал, что он создаст государственную систему, чтобы помочь урегулировать разграничения земель и поддерживать мир в Кении.
После речи Кениаты, поддержка организации начала расти.

## Достижения
Кения добилась независимости и приняла парламентскую систему, в основном благодаря руководству политиков, которые были частью КАУ. Несмотря на партизанскую войну и протесты, мирные переговоры, проведённые бывшими лидерами КАУ, одержали победу, вдохновив другие движения по всей Африке и миру. Королевская комиссия помогла урегулировать земельные споры между англичанами и кенийцами. Королевская комиссия также помогла принять правительственные решения и доказала, что КАУ является организацией, которая желает мира и спокойствия.